# Черевани
Черевани (укр. Черевані) — село,
Глобинский городской совет,
Глобинский район,
Полтавская область,
Украина.
Код КОАТУУ — 5320610107. Население по переписи 2001 года составляло 304 человека.

## Географическое положение
Село Черевани находится в 1-м км от города Глобино.
Рядом проходит железная дорога, станция Черевани в 1,5 км.